# Leszczyny (Sierockie)
Leszczyny – część wsi Sierockie w Polsce, położona w województwie małopolskim, w powiecie tatrzańskim, w gminie Biały Dunajec.
W latach 1975–1998 Leszczyny administracyjnie należały do województwa nowosądeckiego.